# آگیوس آتاناسیوس (تسالونیکی)
آگیوس آتاناسیوس (به لاتین: Agios Athanasios) یک منطقهٔ مسکونی در یونان است که در شهرداری کلکیدونا واقع شده‌است.